# 彝良站
彝良站，位于中华人民共和国云南省昭通市彝良县昭彝路，是内昆铁路上的火车站，2002年7月1日正式启用营运，成都铁路局宜宾车务段管辖。现办理客运办理旅客乘降，行李、包裹托运业务，货运办理整车货物到发。

## 历史
彝良站于2002年4月建成，2002年7月1日正式启用营运。

## 车站结构
彝良站位于内昆铁路K329+999处，候车室面积307.4平方米，货场面积5448平方米。设站台1个、正线1条、到发线2条、尽头式货物线1条。